# Окампо, Ицкоатль
Ицкоатль Мисаэль Окампо (англ. Itzcoatl Misael  Ocampo; 20 марта 1988, Мехико, Мексика — 28 ноября 2013, Санта-Ана, Калифорния, США) — американский серийный убийца мексиканского происхождения, который в период с 25 октября 2011 года по 13 января 2012 года совершил серию из шести убийств бездомных в разных городах на территории округа Ориндж (штат Калифорния). После ареста Окампо содержался под стражей в окружной тюрьме «Orange County Jail». 27 ноября 2013 года он, находясь в заключении, принял внутрь большую дозу моющего средства, которая вызвала отравление организма, в результате чего он потерял сознание. Окампо был доставлен в больницу, где из-за осложнений острой интоксикации умер на следующий день.

## Биография
Ицкоатль Окампо родился 20 марта 1988 года на территории Мексики в городе Мехико. Был старшим ребёнком в семье из трех детей. Вскоре после его рождения его семья эмигрировала в США. Они остановились в городе Йорба-Линда, где его отец, будучи квалифицированным юристом, нашёл высокооплачиваемую работу и снял жилье. Родители Ицкоатля вели законопослушный образ жизни, не имели проблем с законом и вредных привычек, отрицательно влияющих на быт, здоровье детей и благосостояние семьи в целом, благодаря чему Окампо рос в социально-благополучной обстановке без психотравмирующих ситуаций и последствий.
После 12 лет проживания на территории Калифорнии Ицкоатль и остальные члены его семьи прошли все юридические процедуры и получили гражданство США. Окампо посещал школу Esperanza High School в городе Анахайм, которую окончил в 2006 году. В школьные годы он был известен как человек сангвиннического типа темперамента, благодаря чему имел множество друзей и пользовался популярностью в округе. Сильное влияние на формирование его личности оказали террористические акты 11 сентября 2001 года, вследствие чего в дальнейшие годы он стал интересоваться политикой, стал сторонником Республиканской партии США и внешней политики Джорджа Буша. После окончания школы Ицкоатль Окампо совместно со своим школьным другом Клаудио Паттино завербовался в армию США. Он был зачислен в корпус морской пехоты. С июля 2006 года он находился на военной базе «Кемп-Пендлтон», расположенной в округе Сан-Диего, после чего был отправлен на военную базу «Форт-Леонард Вуд», расположенную на территории штата Миссури, где он был присоединен к 15-му полку 1-го медико-санитарного батальона, в составе которого в 2008 году отправился на Иракскую войну. Окампо не принимал участия в боевых действиях. Он проходил военную службу в подразделении, основная обязанность которого сводилась к  медицинскому обеспечению личного состава различных соединений, а также поиск, идентификация, транспортировка и захоронение погибших американских солдат и союзных с американцами военного персонала и гражданских лиц, благодаря чему он видел множество тел убитых. В Ираке Окампо провел восемь месяцев, за что впоследствии был награждён медалями «За Иракскую кампанию», «За участие в глобальной войне с терроризмом» и «За службу национальной обороне», после чего вернулся в США, где продолжил службу на базе «Кемп-Пендлтон».
В этот период из-за мирового экономического кризиса, его отец потерял работу. Вследствие материальных трудностей его семья потеряла жилье, а отец стал увлекаться наркотическими веществами и начал вести бродяжнический образ жизни, после чего мать Окампо развелась с ним и увезла брата и сестру Ицкоатля к родственникам. В июле 2010 года Ицкоатль Окампо уволился из рядов армии США и вернулся в Йорба-Линда. После возвращения с Иракской войны он стал демонстрировать признаки психического расстройства и девиантное поведение. Тяжелым травмирующим фактором для ухудшения психического состояния Окампо послужила гибель его близкого друга — 22-летнего Клаудио Паттино, который погиб 22 июня 2010 года на войне в Афганистане, в ходе боевых действий в провинции Гильменд. После гибели друга Окампо впал в депрессию. Он начал страдать головными болями, тремором рук и стал злоупотреблять алкогольными веществами. В течение последующих двух лет Ицкоатль Окампо не смог социально адаптироваться к жизни в обществе, благодаря чему имел проблемы с трудоустройством и коммуникабельностью, жил на иждивении родственников и сознательно отказывался от психологической помощи. К концу 2011 года  его психическое состояние резко ухудшилось и он начал демонстрировать признаки ипохондрии и клинического бреда.

## Серия убийств
25 октября 2011 года Итцкоатль Окампо явился на порог дома своего бывшего одноклассника 24-летнего Эдена Геррера, в котором на тот момент находились мать Эдена - 53-летняя Ракель Эстрада и старший брат Эдена - 34-летний Хуан Геррера. В ходе визита Окампо совершил на них нападение, в результате которого зарезал Ракель Эстраду и её сына Хуана, нанеся им ножом 30 и 60 ударов соответственно. Свидетелями убийства стали соседи, которые сообщили полиции описание внешности преступника и детали его одежды, на основании которых в качестве убийцы был идентифицирован Эден Геррера, который имел схожие черты внешности с Окампо и был задержан спустя несколько часов. Несмотря на то, что в ходе допроса Геррера отрицал причастие к убийству матери и брата, он стал основным подозреваемым в совершении убийств, и подозрения в его адрес усилились, после того как выяснилось, что он незадолго до трагедии вступил в социальный конфликт с членами своей семьи.
Вечером 21 декабря того же года Окампо находился в городе Пласентия, где на парковке одного из торговых центров совершил нападение на бездомного 53-летнего Джеймса МакГиллврея, в ходе которого зарезал его. В момент совершения убийства Окампо попал на запись камер видеонаблюдения, благодаря чему полицией был составлен его фоторобот.
28 декабря 2011 года Ицкоатль совершил очередное убийство. Жертвой стал 42-летний бездомный по имени Ллойд Миддо, который проживал под одним из мостов, проходящих над рекой Санта-Ана на территории города Анахайм. Миддо, как и предыдущие жертвы, был зарезан с помощью ножа, получив несколько десятков ножевых ранений.
Через два дня, 30 декабря Ицкоатль совершил убийство 57-летнего Паулуса Смита, нанеся ему более 60 ножевых ранений, после чего бросил его тело на парковке публичной библиотеки в городе Йорба-Линда.
К моменту четвёртого убийства новости об убийствах бездомных в округе Ориндж доминировали в СМИ Лос-Анджелеса, благодаря чему полиция нескольких городов округа Ориндж была переведена на усиленный вариант несения службы, а в местах скопления бездомных появились наряды полиции. В начале января 2012 года несколько газет выпустили ряд статей, посвященных расследованию серийных убийств, одна из которых была опубликована в газете Los Angeles Times, где один из бездомных, ветеран Вьетнамской войны по имени Джон Берри крайне негативно отзывался о преступнике и призвал потенциальных жертв к соблюдению личных мер безопасности с целью избежать встречи с убийцей, после чего Итцкоатль Окампо отправился в Анахайм с целью поиска 64-летнего Джона Берри. 12 января Берри позвонил в полицию и заявил о том, что стал жертвой преследования со стороны Итцкоатля Окампо, ему посоветовали переехать в один из приютов для бездомных, но Берри отказался. На следующий день, вечером 13 января 2012 года, Окампо обнаружил Берри рядом с рестораном быстрого питания «Carl’s Jr.» в Анахайме, после чего на глазах нескольких десятков свидетелей совершил на него нападение, в ходе которого зарезал его, нанеся ему несколько десятков ножевых ранений, после чего бросился бежать.

## Арест
После совершения убийства Джона Берри ряд свидетелей преступления стали преследовать Окампо и вызвали полицию. Ицкоатль Окампо во время бегства пытался избавиться от своей одежды, на которой остались пятна крови жертвы, но был арестован офицерами полиции на расстоянии нескольких сотен метров от места совершения убийства. Он не оказал сопротивление. Во время ареста у него был изъят нож из высокопрочной нержавеющей стали с длиной лезвия 17.7 сантиметров. Окампо был доставлен в полицейский участок, где у него также была изъята одежда с пятнами крови и на основании улик было предъявлено обвинение в убийстве Джона Берри. В ходе дальнейших ислледований было установлено, что все остальные жертвы также были убиты с помощью ножа, длина лезвия которого была в пределах 17-18 сантиметров, благодаря чему 17 января 2012 года ему было предъявлено обвинение в совершении 4 убийств. Окружной прокурор округа Ориндж Тони Ракауцкас заявил на пресс-конференции, что на предстоящем судебном процессе будет добиваться для Окампо уголовного наказания в виде смертной казни
4 февраля 2012 года после ДНК-экспертизы пятен крови, обнаруженных на его обуви, была установлена причастность Окампо к совершению убийства Ракель Эстрада и её сына Хуана Геррера. Окампо было предъявлено ещё два обвинения в убийствах, в то время как Эден Геррера был исключен из числа подозреваемых в совершении убийства своей матери и своего брата, вследствие чего был отпущен на свободу после трех месяцев заключения в окружной тюрьме.
Отец Окампо, его брат и ряд знакомых, после ареста Ицкоатля заявили о его невиновности, заявив, что многие аспекты характера Ицкоатля были практически несопоставимы с профилем серийного убийцы, так как после увольнения из армии и вплоть до ареста Ицкоатль оказывал материальную помощь своему отцу и другим бездомным из своего пособия по безработице. Сам Ицкоатль Окампо после предъявления обвинений также не признал себя виновным, в то время как его адвокат заявил о невменяемости своего подзащитного

## Смерть
После завершения расследования уголовное дело было направлено в суд. Судебный процесс должен был открыться 17 января 2014 года. Вечером 27 ноября 2013 года Окампо, находясь в своей камере на территории окружной тюрьмы округа Ориндж, пожаловался на недомогание с признаками пищевого отравления, после чего потерял сознание. После оказания первой медицинской помощи, он был этапирован для медицинского обследования в больницу города Санта-Ана, где у него было впоследствии диагностирована острая интоксикация организма вследствие приема внутрь смертельной дозы моющего средства, от последствий которой он умер на следующий день в 13:38 по местному времени. В ходе расследования было установлено, что смертельную дозу моющего средства Окампо скопил за несколько месяцев заключения, в то время как препарат ежедневно выдавался в незначительных количествах заключенным для мытья унитазов в санитарно-гигиенических целях. Инцидент впоследствии был признан самоубийством.